# マデリーン・ギリェン
マデリーン・ジャズミン・ギリェン・パレデス（Madeline Jazmín Guillén Paredes、2001年6月4日 - ）は、ドミニカ共和国の女子バレーボール選手。ドミニカ共和国代表。表記の揺れでマデリーネ・ギジェンと記されることがある。

## 来歴

### クラブチーム
サントドミンゴ出身。2016年、Club Malangaへ入団。2018/19シーズンはCristo Rey Volleyball Clubでプレーした。2019年、トルコリーグのMardin B.Şehir Bld.へ移籍し、1年間プレーした。2020/21シーズンはポルトガルのLeixões SCでプレーし、リーグ準優勝に貢献した。2021年、インドネシアのBandung BJB Tandamataと契約し、2021/22、2022/23シーズンのインドネシアリーグで連覇を果たした。また、2021/22シーズンのリーグではベストスコアラー賞を受賞した。2023年7月、トルコリーグのGöztepe SKと契約した。

### 代表チーム
アンダーカテゴリーの代表として2015年、U-21パンアメリカンカップで金メダルを獲得した。2016年、U-19北中米選手権で金メダルを獲得し、ベストアウトサイドヒッター賞を受賞した。2017年、U-19世界選手権に出場し銀メダルを獲得し、ベストアウトサイドヒッター賞を受賞した。同年9月のU-23世界選手権に出場し、ベストアウトサイドヒッター賞を受賞した。2019年、シニア代表に初選出される。2021年の北中米選手権では金メダルを獲得した。2022年9-10月の世界選手権に出場した。2023年、パリ五輪予選に出場した。2024年、ネーションズリーグに出場した。同年7-8月のパリ五輪に出場した。

## 球歴
- オリンピック - 2024年
- 世界選手権 - 2022年
- ネーションズリーグ - 2022年、2024年
- オリンピック予選 - 2023年
- 北中米選手権 - 2021年、2023年

## 受賞歴
- 2016年 - U-19北中米選手権 ベストアウトサイドヒッター賞
- 2017年 - U-18パンアメリカンカップ ベストアウトサイドヒッター賞
- 2017年 - U-19世界選手権 ベストアウトサイドヒッター賞
- 2017年 - U-23世界選手権 ベストアウトサイドヒッター賞
- 2021年 - U-23パンアメリカンカップ MVP、ベストスコアラー賞、ベストアウトサイドヒッター賞
- 2022年 - 2021/22 インドネシアリーグ ベストスコアラー賞

## 所属クラブ
- Club Malanga（2016-2018年）
- Cristo Rey VC（2018-2019年）
- Mardin B.Şehir Bld.（2019-2020年）
- Leixões SC（2020-2021年）
- Bandung BJB Tandamata（2021-2023年）
- Göztepe SK（2023年-）